# Belgische kampioenschappen indoor atletiek 2004
In 2004 werden de Belgische kampioenschappen indoor atletiek Alle Categorieën gehouden op zondag 22 februari in Gent. Op deze kampioenschappen liepen Monder Rizki en Tim Clerbout op de 1500 m het minimum voor deelname aan de wereldkampioenschappen indoor in Boedapest

## Uitslagen

### 60 m
| rang   | atleet                    | prestatie |
| ------ | ------------------------- | --------- |
| Goud   | Nathan Bongelo Bongelemba | 6,75 s    |
| Zilver | Patrick Stevens           | 6,79 s    |
| Brons  | Hans Nuyts                | 6,80 s    |

| rang   | atlete            | prestatie |
| ------ | ----------------- | --------- |
| Goud   | Katleen De Caluwé | 7,39 s    |
| Zilver | Olivia Borlée     | 7,48 s    |
| Brons  | Nancy Callaerts   | 7,49 s    |

### 200 m
| rang   | atleet                | prestatie |
| ------ | --------------------- | --------- |
| Goud   | Xavier De Baerdemaker | 21,45 s   |
| Zilver | Pieter-Jan Vereecke   | 21,54 s   |
| Brons  | Hans Nuyts            | 21,59 s   |

| rang   | atlete         | prestatie |
| ------ | -------------- | --------- |
| Goud   | Olivia Borlée  | 24,04 s   |
| Zilver | Els De Groote  | 25,07 s   |
| Brons  | Sophie Debaere | 25,40 s   |

### 400 m
| rang   | atleet           | prestatie |
| ------ | ---------------- | --------- |
| Goud   | Nils Duerinck    | 48,55 s   |
| Zilver | Christophe Lumen | 48,55 s   |
| Brons  | Evert Feyaerts   | 49,18 s   |

| rang   | atlete            | prestatie |
| ------ | ----------------- | --------- |
| Goud   | Sandra Stals      | 53,56 s   |
| Zilver | Marleen Baggerman | 55,81 s   |
| Brons  | Kristine Strackx  | 57,76 s   |

### 800 m
| rang   | atleet       | prestatie |
| ------ | ------------ | --------- |
| Goud   | Tom Omey     | 1.48,46   |
| Zilver | Nathan Kahan | 1.48,77   |
| Brons  | Tom Vanchaze | 1.49,22   |

| rang   | atlete        | prestatie |
| ------ | ------------- | --------- |
| Goud   | Shanna Major  | 2.09,81   |
| Zilver | Inneke Plovie | 2.10,97   |
| Brons  | Laura Lemmens | 2.11,79   |

### 1500 m
| rang   | atleet           | prestatie |
| ------ | ---------------- | --------- |
| Goud   | Monder Rizki     | 3.42,83   |
| Zilver | Tim Clerbout     | 3.42,85   |
| Brons  | Geoffrey Marrion | 3.54,67   |

| rang   | atlete              | prestatie |
| ------ | ------------------- | --------- |
| Goud   | Veerle Van linden   | 4.24,08   |
| Zilver | Kristi De Smet      | 4.39,36   |
| Brons  | Elke Van Hoeymissen | 4.45,96   |

### 3000 m
| rang   | atleet            | prestatie |
| ------ | ----------------- | --------- |
| Goud   | Maarten Van Steen | 8.27,18   |
| Zilver | Frederic Desmedt  | 8.29,53   |
| Brons  | Patrick Grammens  | 8.33,40   |

### 60 m horden
| rang   | atleet               | prestatie |
| ------ | -------------------- | --------- |
| Goud   | Damien Broothaerts   | 7,90 s    |
| Zilver | Tom Meulders         | 8,19 s    |
| Brons  | Steven Van de Gender | 8,25 s    |

| rang   | atlete          | prestatie |
| ------ | --------------- | --------- |
| Goud   | Eline Berings   | 8,49 s    |
| Zilver | Elisabeth Davin | 8,64 s    |
| Brons  | Sofie Vanackere | 8,71 s    |

### Verspringen
| rang   | atleet         | prestatie |
| ------ | -------------- | --------- |
| Goud   | Gert Messiaen  | 7,66 m    |
| Zilver | Jan Guns       | 7,53 m    |
| Brons  | Michael Velter | 7,43 m    |

| rang   | atlete                | prestatie |
| ------ | --------------------- | --------- |
| Goud   | Jessica Van de Steene | 6,01 m    |
| Zilver | Sandra Swennen        | 6,00 m    |
| Brons  | Kim Van Hertem        | 5,82 m    |

### Hink-stap-springen
| rang   | atleet                | prestatie |
| ------ | --------------------- | --------- |
| Goud   | Frédéric Xhonneux     | 14,72 m   |
| Zilver | Pedro Cerezo y Garcia | 14,08 m   |
| Brons  | Eric Herman           | 13,70 m   |

| rang   | atlete                | prestatie |
| ------ | --------------------- | --------- |
| Goud   | Sandra Swennen        | 12,93 m   |
| Zilver | Jessica Van de Steene | 12,63 m   |
| Brons  | Tatiana Zinga Bota    | 11,72 m   |

### Hoogspringen
| rang   | atleet            | prestatie |
| ------ | ----------------- | --------- |
| Goud   | Jesse Stroobants  | 2,13 m    |
| Zilver | Timothy Hubert    | 2,13 m    |
| Brons  | Benoît Braconnier | 2,13 m    |

| rang   | atlete             | prestatie |
| ------ | ------------------ | --------- |
| Goud   | Liesbeth Sebrechts | 1,71 m    |
| Zilver | Hannelore Desmet   | 1,68 m    |
| Brons  | Anais D'Addario    | 1,65 m    |

### Polsstokhoogspringen
| rang   | atleet         | prestatie |
| ------ | -------------- | --------- |
| Goud   | Kevin Rans     | 5,10 m    |
| Zilver | Benoit Simonet | 4,90 m    |
| Brons  | Dirk Ledegen   | 4,80 m    |

| rang   | atlete            | prestatie |
| ------ | ----------------- | --------- |
| Goud   | Liesbeth Van Roie | 3,85 m    |
| Zilver | Karen Pollefeyt   | 3,85 m    |
| Brons  | Celine Lete       | 3,60 m    |

### Kogelstoten
| rang   | atleet            | prestatie |
| ------ | ----------------- | --------- |
| Goud   | Wim Blondeel      | 17,41 m   |
| Zilver | Filip Eeckhout    | 16,40 m   |
| Brons  | Jurgen Verbrugghe | 15,97 m   |

| rang   | atlete           | prestatie |
| ------ | ---------------- | --------- |
| Goud   | Veerle Blondeel  | 15,94 m   |
| Zilver | Sophie Verlinden | 14,31 m   |
| Brons  | Mieke Van Thuyne | 13,94 m   |

1985 ·
1986 ·
1987 ·
1988 ·
1989 ·
1990 ·
1991 ·
1992 ·
1993 .
1994 ·
1995 .
1996 ·
1997 ·
1998 .
1999 ·
2000 .
2001 · 
2002 · 
2003 · 
2004 · 
2005 · 
2006 · 
2007 · 
2008 · 
2009 · 
2010 · 
2011 · 
2012 · 
2013 · 
2014 ·
2015 ·
2016 ·
2017 ·
2018 ·
2019 ·
2020 ·
2021 ·
2022 ·
2023 ·
2024 ·
2025